# Festival Internacional de Jazz d'Escaldes-Engordany
El Festival Internacional de Jazz d'Escaldes-Engordany és un festival de música jazz que se celebra anualment al Principat d'Andorra a la ciutat d'Escaldes-Engordany. És un certamen considerat de prestigi i que forma part del programa Colors de Música del comú d'Escaldes-Engordany.